# Фартусов, Виктор Доримедонтович
Ви́ктор Доримедо́нтович Фарту́сов (26 октября 1840, Москва — 23 августа 1920, похоронен в Москве на Лазоревском кладбище) — русский художник, иконописец, писатель, академик.

## Биография
Родился 26 октября 1840 года в Москве в семье московского цехового резчика по дереву Доримедонта Фартусова и с детских лет обучался резному мастерству под руководством отца.
Учился в воскресных классах при Строгановском училище, после чего в Московском училище живописи, ваяния и зодчества (1858—1868; «записан на имя» члена Московского художественного общества Александра Бруни) у Сергея Зарянко, Евграфа Сорокина. За картину «Поселянин благодарит преподобного Сергия за воскрешение сына» (1869) Виктор получил звание классного художника 3-й степени, в 1870 году он написал две иконы для церкви Святой Софии в Средних Садовниках в Москве: «Всех Скорбящих Радость» и «Сошествие Святого Духа», и за них получил звание классного художника 2-й степени, в 1873-м — классного художника 1-й степени за картину «Жёны-мироносицы у Гроба Спасителя».
Участвовал в написании икон для храма Христа Спасителя в Москве. В 1883 году за эти работы удостоен звания академика исторической живописи и награждён орденом Святой Анны 3-й степени. Действительный член Церковно-археологического отдела Московского общества любителей духовного просвещения.
Для Московского педагогического музея выполнил модели Ноева ковчега, Скинии Моисеевой, 1-го и 2-го Иерусалимских храмов, храма Гроба Господня в Иерусалиме, Силоамской купели. Участвовал в реставрации Благовещенского собора Московского Кремля (1882—1885). Необычным белокаменным иконостасом со стеклянной мозаикой, устроенным Фартусовым, была известна церковь Ржевской иконы Божией Матери.
В 1902 году разработал проект реформирования школы иконописцев при Свято-Троицкой Сергиевой лавре. По мнению Фартусова, для занятий иконописью «лучше выбирать таких, которые, будучи не глупыми, почему-либо к наукам ленивы и малоспособны, но зато по природной наклонности и их любви к искусству чертили разнообразные рисунки и увлекались этим».
Из литературной деятельности наиболее известна фундаментальная работа Фартусова «Руководство к писанию икон святых угодников Божиих. Пособие для иконописцев», изданная в 1910 году, которая содержит подробные указания по написанию образов святых угодников Божиих согласно канонам, основанным на исторических и археологических сведениях.
Имел награды: орденом Святой Анны 3-й степени (1883), орден Святого Станислава 3-й степени (1883).

## Семья
- Отец — Доримедонт Филиппович Фартусов, был крепостным крестьянином ярославского помещика Шувалова и впоследствии был вольноотпущенным; московский цеховой резчик по дереву.
- Брат — Михаил Дормидонтович Фартусов, живописец[6].
- Сын — Алексей Викторович Фартусов (1882—1929), художник, захоронен на Новодевичьем кладбище[7]
- Правнук — Фёдор Алексеевич Фартусов (1926—1994), режиссёр[8].

## Труды
- Об изображениях Воскресения Христа, явления Спасителя Жёнам-Мироносицам, Вознесения Господня и Сошествия Святого Духа. Реферат, читанный 17 апреля 1901 в заседании Церковно-археологического отд. при Обществе любителей древней письменности. — М., 1901;
- Что желательно для поднятия современного иконописания. — М., 1901;
- По вопросу о наблюдении за иконописанием // Московские церковные ведомости, 1901, № 8;
- Об изображениях Благовещения Пресвятой Богородицы и посещении ею Елизаветы. Реферат.. в заседании ЦАО при ОЛДП // Там же, 1901, № 16.
- Из жизни иконописцев. — Москва : типо-лит. Г. И. Простакова, 1902
- Об изображении на иконе отроков вавилонских: Анании, Азарии и Мисаила [Текст] : читано в заседании Церковно-археологического отдела 27 сентября 1906 г Москва : Типолитогр. И. Ефимова, 1906
- Изображения священных событий Библии и церковной истории Москва, 1910
- «Руководство к писанию икон святых угодников Божиих. Пособие для иконописцев». — М., 1910. часть 1 (Сентябрь — Февраль), часть 2 (Март — Август)
- Описание моделей Ноева ковчега, скинии Моисеевой, первого и второго иерусалимских храмов, купели при Втором храме, гроба господня и вертепа Вифлеемского Москва : Гор. тип., 1914